# Bethlehemitischer Kindermord (Poussin)
Der bethlehemitische Kindermord oder Kindermord zu Bethlehem ist ein Gemälde des französischen Malers Nicolas Poussin. Es wurde je nach Quelle 1625 oder 1629 geschaffen und stellt den biblischen Stoff des Kindermordes in Bethlehem dar. Als erstes Werk für einen privaten Sammler beeinflusste es Poussins späteres Schaffen wie auch Werke anderer Künstler. Heute ist das Gemälde im Musée Condé der nordfranzösischen Stadt Chantilly zu besichtigen.

## Beschreibung
Auf dem großformatigen Bild sind im Vordergrund auf einem Platz, der hinten durch einen Tempel oder Palast und links von Säulen begrenzt wird, drei Personen zu sehen. Ein römischer Soldat in rotem Umhang erhebt gerade sein Schwert, um einen am Boden liegenden Säugling zu töten. Eine ebenfalls in rot gekleidete kniende Frau versucht mit schmerzverzerrtem Gesicht, den Soldaten an der Ausführung des Mordes zu hindern. Im Hintergrund flieht eine zweite Frau mit einem bereits toten Säugling im Arm.
Das ganze Bild ist auf die Emotion der Frau in der Bildmitte zentriert. Der Blick des Betrachters wird vom Künstler über zwei Diagonalen zum Gesicht der Frau geleitet. Die eine Diagonale steigt dabei vom Kopf des Kindes über den Oberschenkel des Soldaten zum Kopf der Frau im Hintergrund auf. Die zweite Diagonale führt vom Gewand der Frau, ihrem Oberkörper und dem Oberkörper des Soldaten zum Kopf desselben. Beide Diagonalen treffen sich im Gesicht der Frau.
Der biblische Stoff des Königs Herodes dem Großen, der alle Jungen unter zwei Jahren töten lässt, weil seine Späher ihm nicht den Aufenthalt des kleinen Jesus Christus ausfindig machen konnten, wurde bereits von Malern vor Poussin verarbeitet. Im Unterschied zu diesen Künstlern, die die Szene mit vielen interagierenden Figuren darstellten, konzentriert sich Poussins Bild auf drei Personen.

## Geschichte
Der Künstler Nicolas Poussin kam im Jahre 1624 in Rom an, wahrscheinlich aus Venedig kommend und in tiefer Armut. In Rom erhielt er mehrere Aufträge, unter denen sich auch der Kindermord zu Bethlehem befand. Der Auftraggeber, Vicenzo Giustiniani, bestellte es zur Gestaltung eines neuen Anwesens in Rom. Das Werk von Poussin war dazu bestimmt, oberhalb einer Tür zu hängen und deshalb nicht aus der Nähe betrachtet werden zu können. Dies bewog den Künstler zu einer eher einfachen Darstellung, die den Schrecken und die Emotionen der Szene in den Vordergrund stellte.
Dieser Auftrag, der für Poussin das erste eines privaten Sammlers war, wurde zu einem großen Erfolg. Es brachte dem Künstler die Anerkennung aller Liebhaber der aufgeklärten Kunst seiner Zeit ein. Es bewog den Maler dazu, sich in der Folge auf Bestellungen privater Sammler zu konzentrieren, und weniger auf Bestellungen seitens des Staates oder der Kirche.
Das Bild kam mit dem Rest der Sammlung Giustinianis im Jahre 1807 nach Paris in die Sammlung von  Lucien Bonaparte, der es später  Maria Luisa von Spanien überließ. Ihr Erbe, Herzog Karl II. von Parma verkaufte es 1840 nach London, wo es mehrmals den Besitzer wechselte. Im Jahre 1854 erwarb Henri d’Orléans, duc d’Aumale es für 367,10 Pfund Sterling. Seit der Fertigstellung der Großen Galerien im Schloss Chantilly in den 1880er Jahren ist das Gemälde dort untergebracht. Seit der Schenkung des gesamten Schlosses durch den Duc d’Aumale ist das Bild im Besitz des Institut de France.

## Rezeption
Das Bild beeinflusste im Laufe der Zeit zahlreiche Künstler. Pablo Picasso studierte es in seiner mediterranen Periode (1920–1922) im Detail und verarbeitete einige Elemente, darunter die kniende Frau oder den toten Säugling im Arm seiner Mutter, in seinem Werk Guernica.